# Nagymaros
Nagymaros [ˈnɒɟ'mɒroʃ ] (deutsch Freistadt, slowakisch Veľká Maruša) ist eine ungarische Stadt im Kreis Szob im Komitat Pest.

## Geografische Lage
Nagymaros liegt etwa 33 Kilometer nördlich der Hauptstadt Budapest am linken Ufer der Donau und am Börzsöny (Pilsengebirge). Am gegenüberliegenden Ufer der Donau befindet sich in einem Kilometer Entfernung die Stadt Visegrád.

## Städtepartnerschaften
- Grevesmühlen, Deutschland, seit 2014
- Mali Hejiwzi (Малі Геївці), Ukraine, seit 2009
- Ruski Hejiwzi (Руські Геївці), Ukraine, seit 2009
- Welyki Hejiwzi (Великі Геївці), Ukraine, seit 2009[1]

## Persönlichkeiten
- György Szabados (1939–2011), ungarischer Komponist und Pianist
- László Szalma (* 1957), ungarischer Leichtathlet

## Sehenswürdigkeiten
- Celesztin-Pállya-Statue
- Kálmán-Kittenberger-Büste
- Lajos-Kassák-Relief
- Reformierte Kirche, 1798 erbaut, 1934 renoviert
- Römisch-katholische Kirche Szent Kereszt felmagasztalása, ursprünglich 1509 erbaut, 1771–1772 im Barockstil erneuert
- Römisch-katholische Kalvarienkapelle (Kálváriakápolna), erbaut 1770–1773, und Kalvarienberg
- Römisch-katholische Kapelle Szent Rókus, erbaut um 1770 im Barockstil

## Verkehr
Durch die Stadt verläuft die Hauptstraße Nr. 12 und die internationale Bahnstrecke Bratislava–Budapest. Es besteht eine Fährverbindung nach Visegrád.

## Bilder

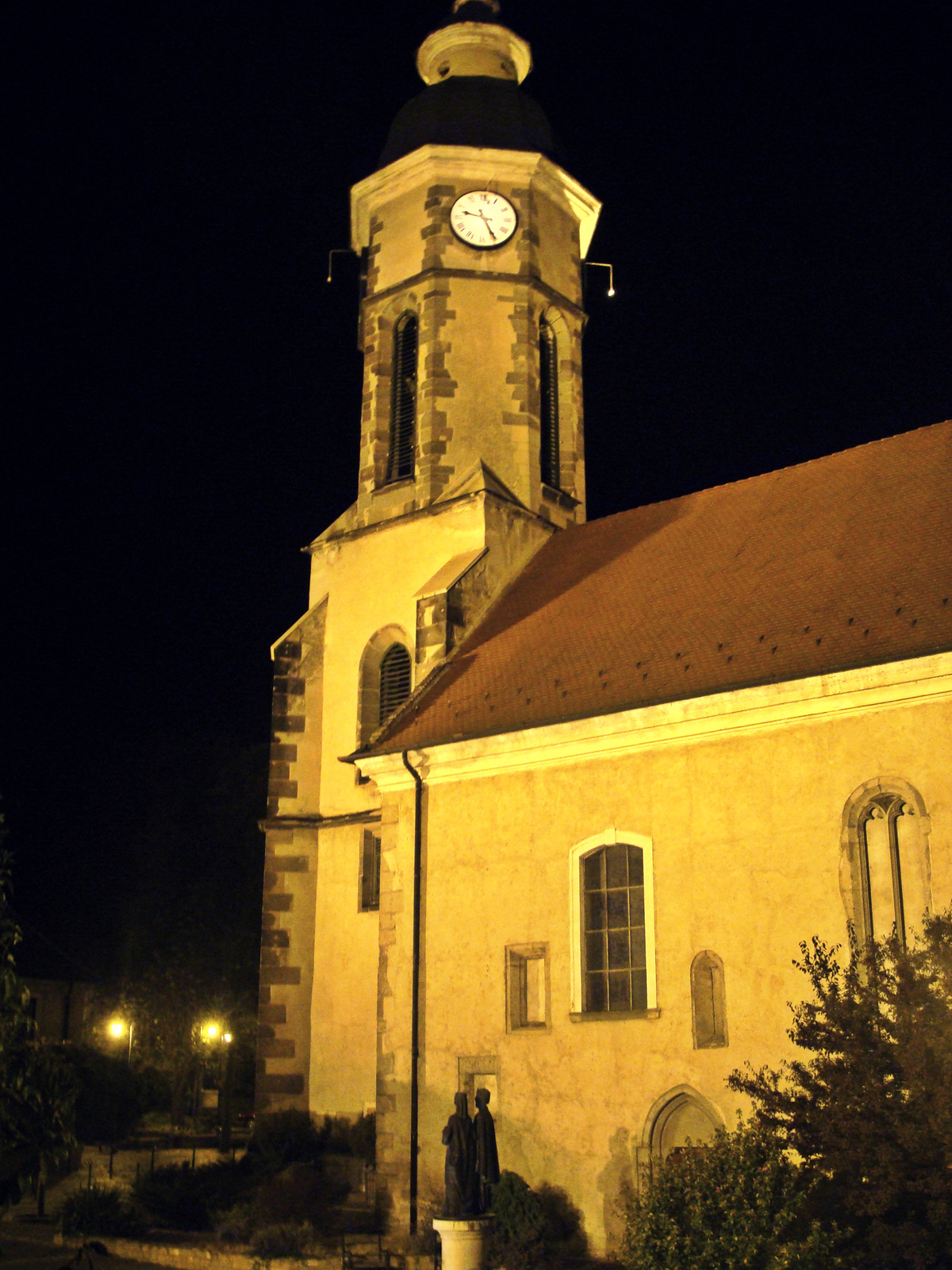
Röm.-kath. Kirche Szent Kereszt felmagasztalása
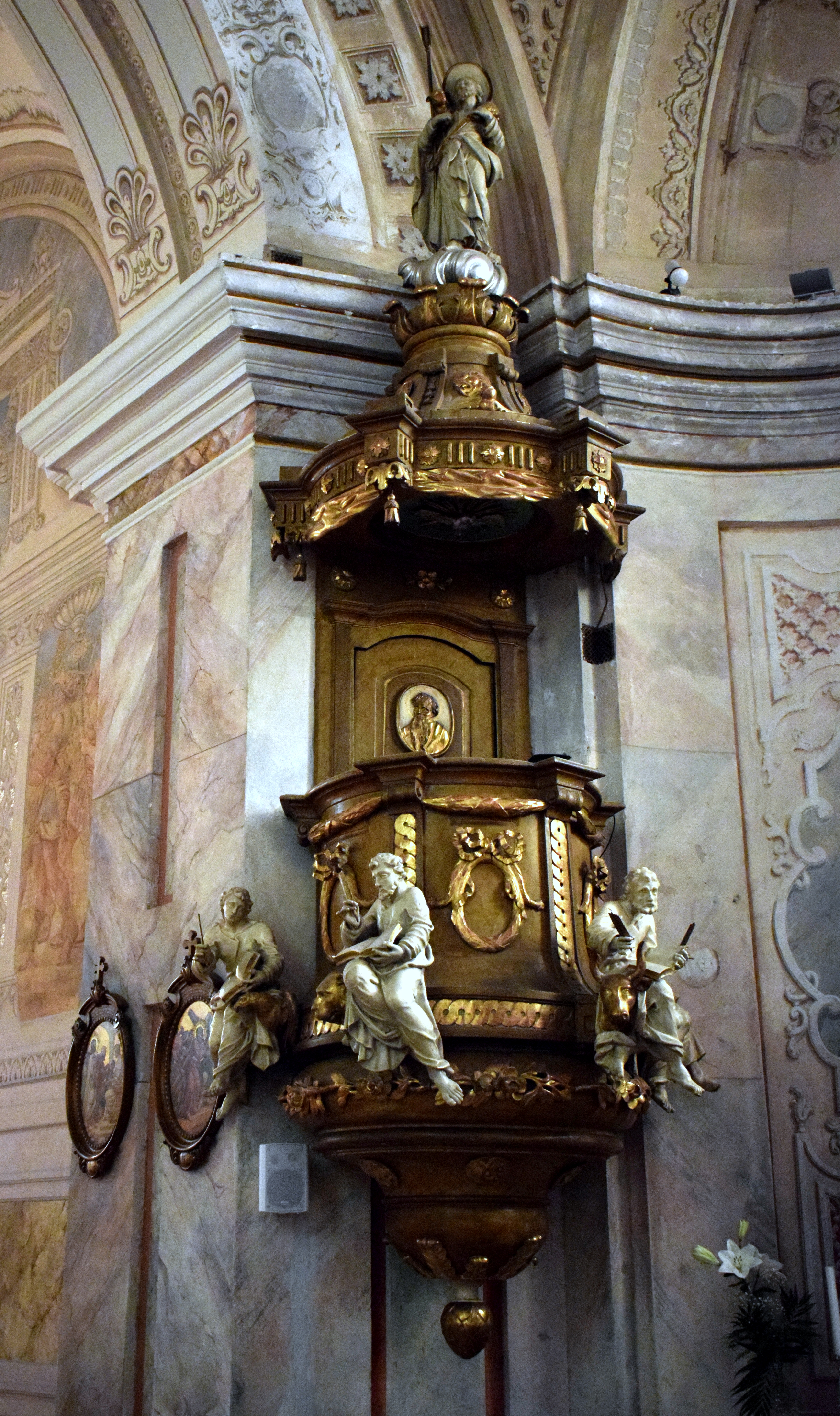
Kanzel in der Kirche
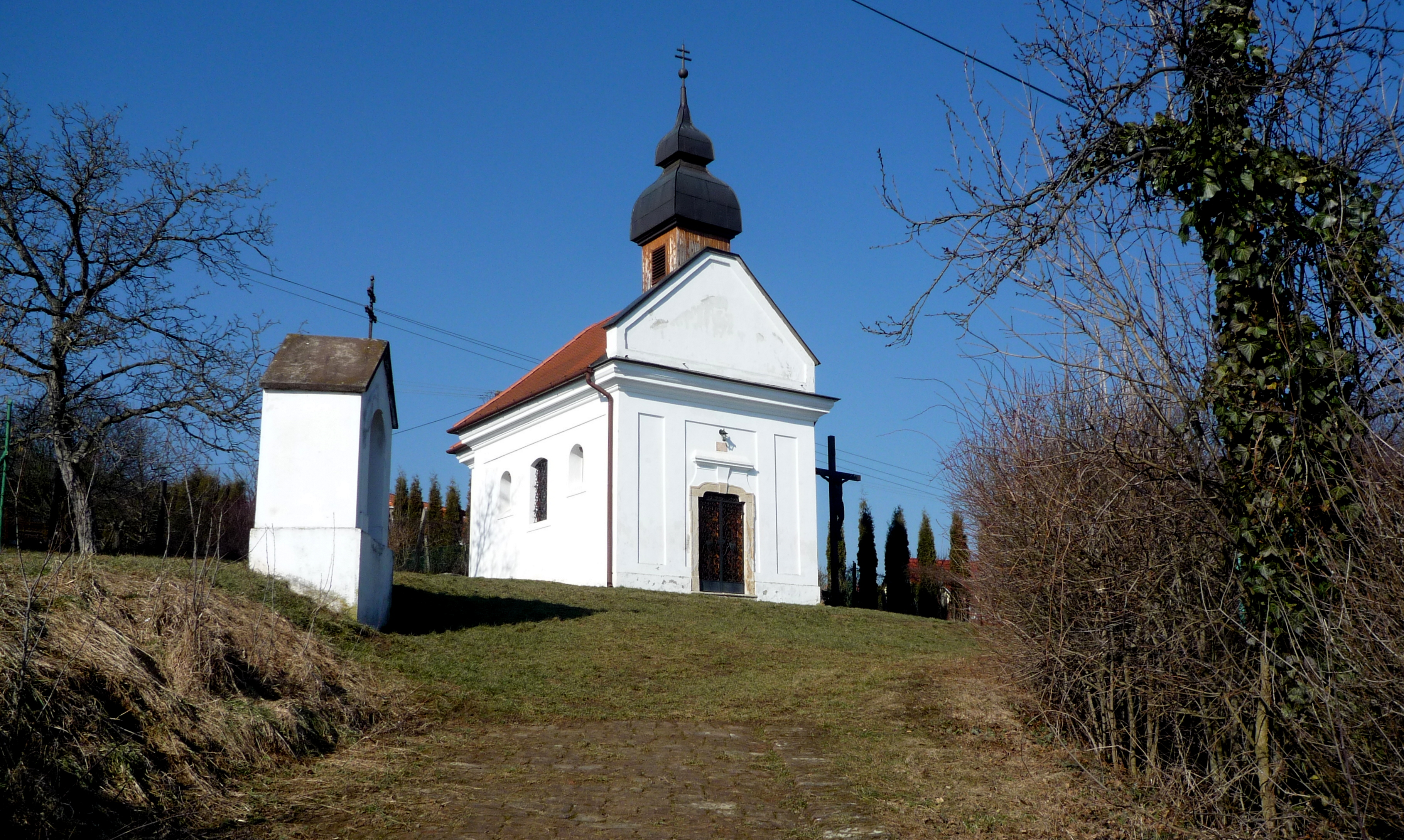
Kalvarienkapelle
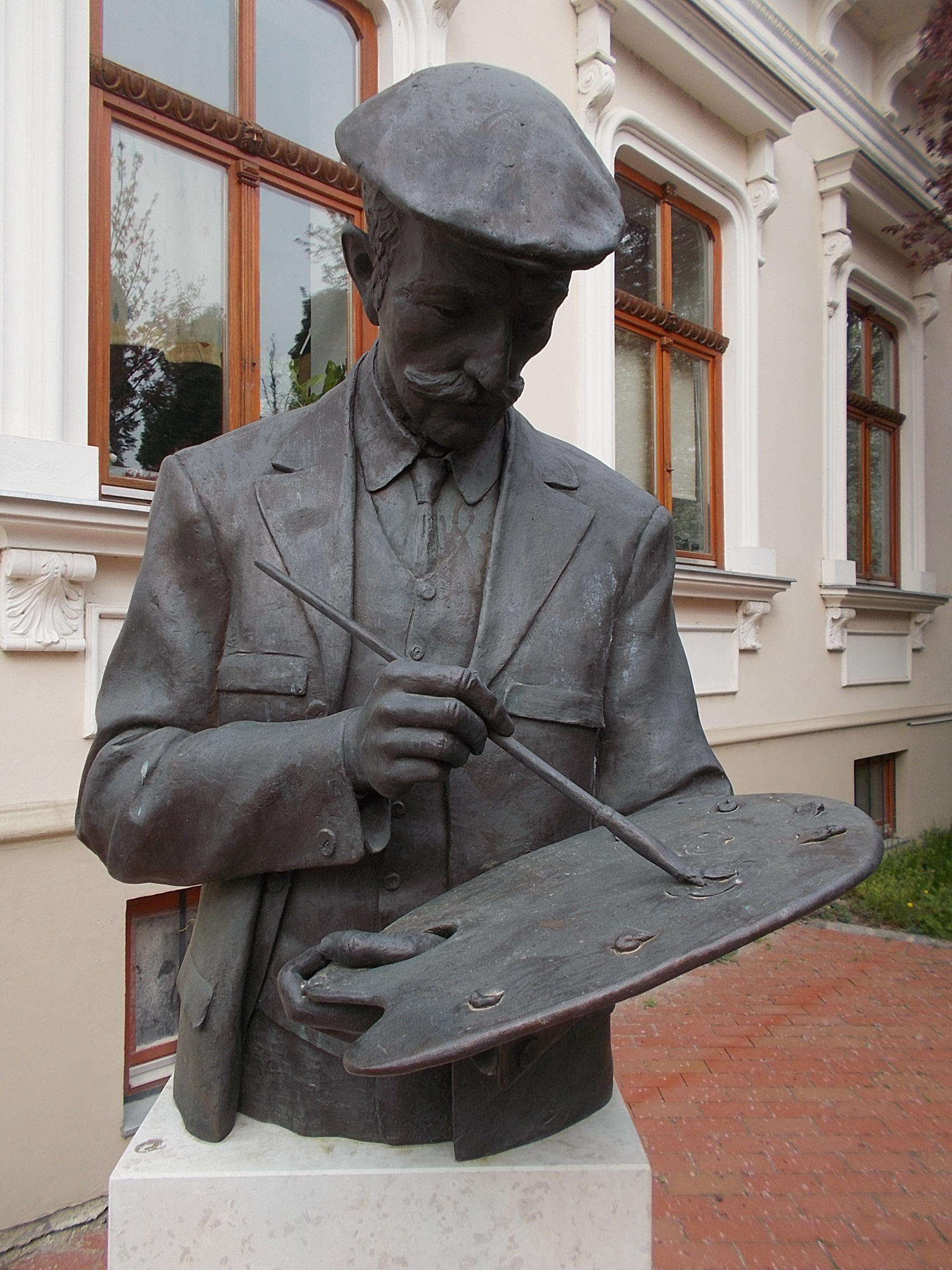
Celesztin-Pállya-Statue
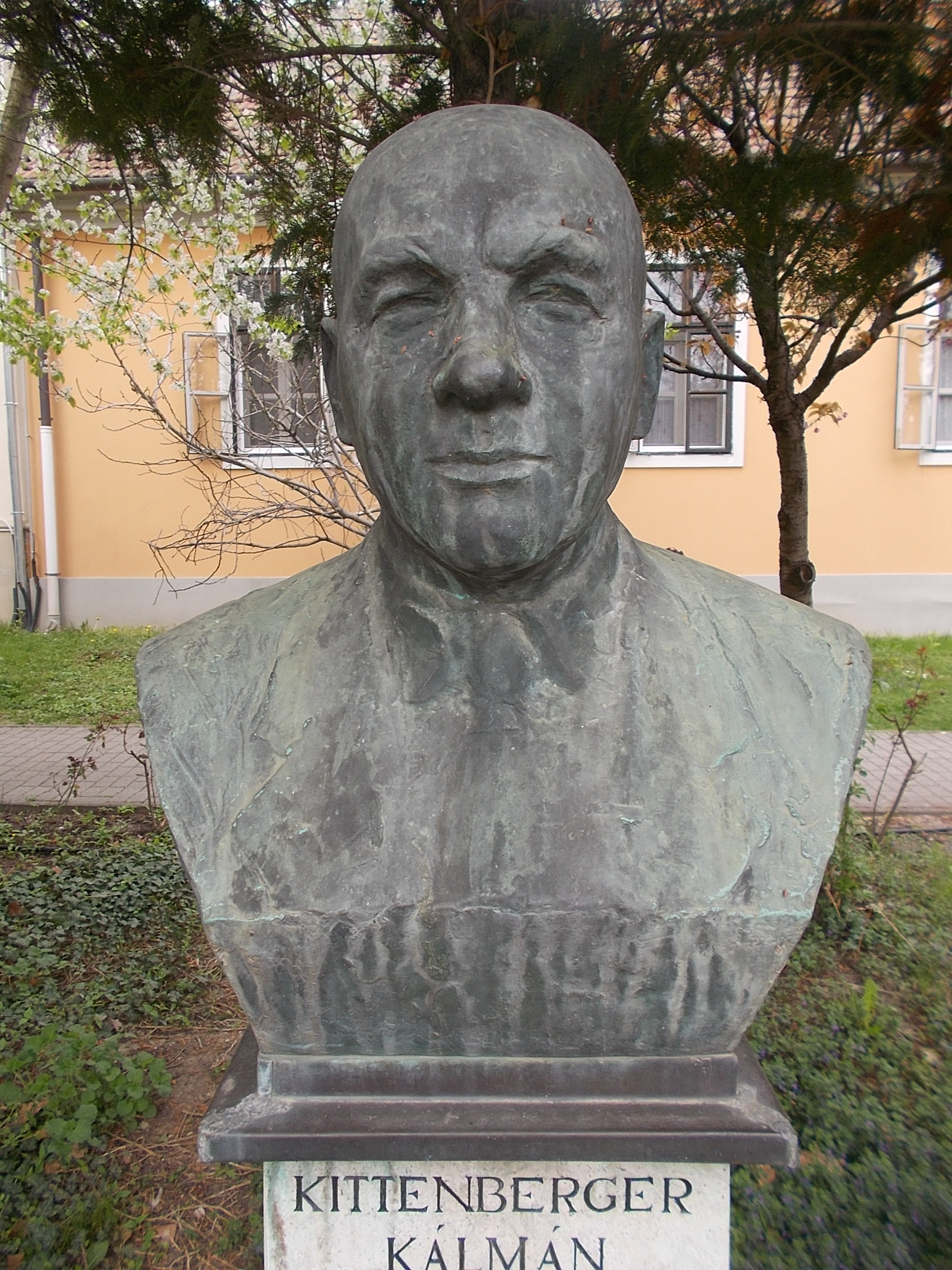
Kálmán-Kittenberger-Büste
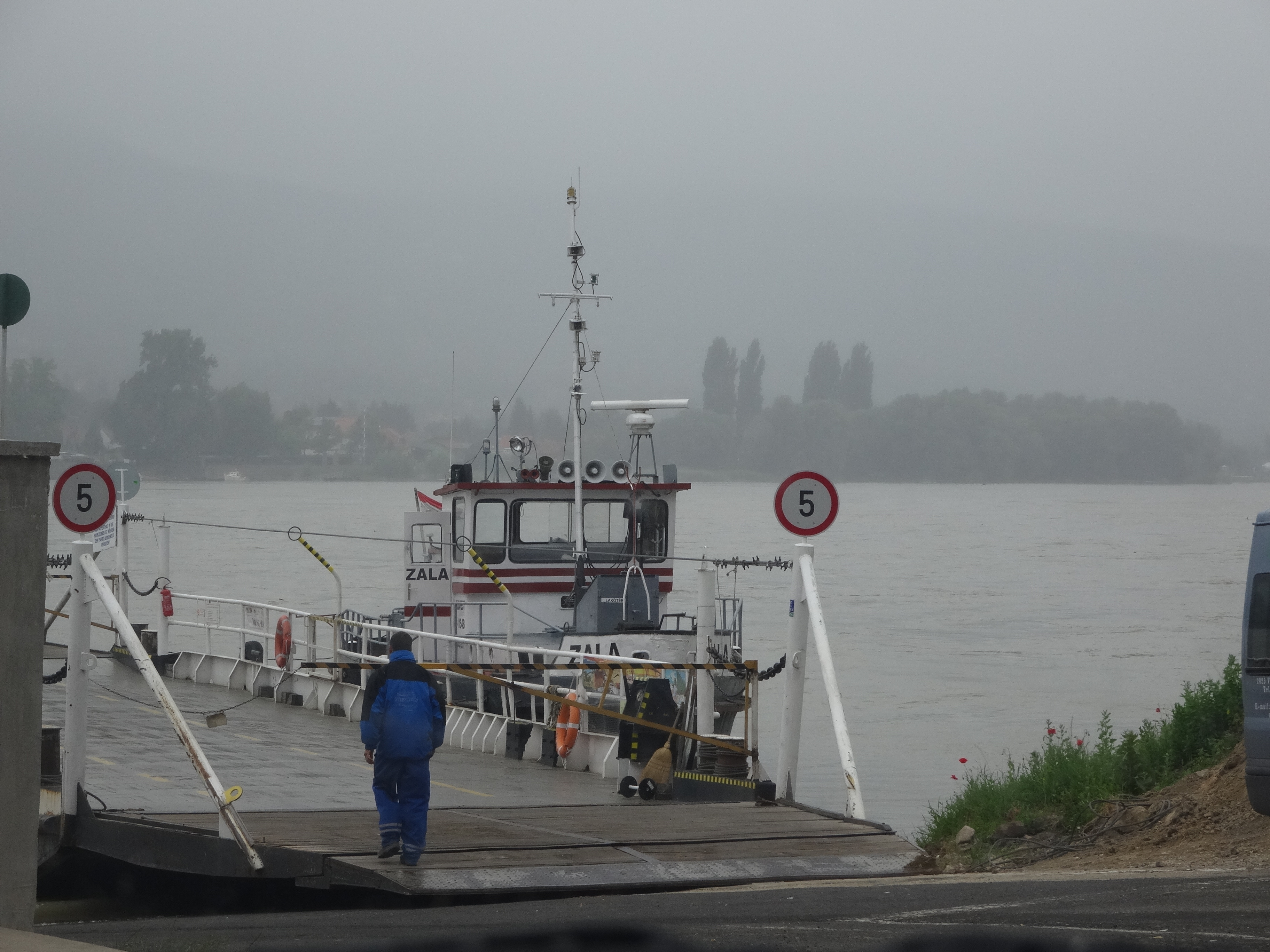
Fähre von Visegrád nach Nagymaros (im Hintergrund)